# Амбарные (озёра)
Амбарные — три пресноводных озера на территории Амбарнского сельского поселения Лоухского района Республики Карелии: Верхнее Амбарное, Среднее Амбарное и Нижнее Амбарное.

## Общие сведения
Общая площадь озёр — 3,3 км², площадь водосборного бассейна — 1430 км². Располагаются на высоте 42,1-41,0 метров над уровнем моря.
Берега Амбарных озёр изрезанные, каменисто-песчаные, местами заболоченные.
Через водоёмы протекает река Калга, впадающая в Белое море.
К северо-востоку от Верхнего Амбарного проходит автодорога местного значения 86К-5 («Р-21 „Кола“ — Энгозеро — Гридино»).
Населённые пункты вблизи водоёмов отсутствуют.
Код объекта в государственном водном реестре — 02020000711102000002972.